# Portada/article octubre 23

## Evolució dels mamífers
L'evolució dels mamífers a partir dels sinàpsids basals («rèptils mamiferoides») fou un procés gradual que durà aproximadament 95 milions d'anys, des de l'aparició dels primers sinàpsids, com ara Archaeothyris o Clepsydrops, al Pennsylvanià fins a l'aparició dels primers mamaliaformes com ara Adelobasileus a l'estatge faunístic Carnià. El llinatge sinàpsid divergí del llinatge sauròpsid, que conduiria als rèptils, els dinosaures i els ocells, a finals del període Carbonífer, només 20 milions d'anys després de la formació del clade dels amniotes.
Filogenèticament, els mamífers són els únics sinàpsids encara vivents.